# Rama II (romance)
Rama II é um livro de ficção científica escrita por Arthur C. Clarke e Gentry Lee, publicado em 1989.

## Sinopse
Nesta continuação de Encontro com Rama, a misteriosa espaçonave Rama retorna ao Sistema Solar e um grupo formado por militares e cientistas é enviado a bordo da nave Newton para intercepta-la. Estão de volta nessa obra os mesmos sentimentos contraditórios que tomaram conta dos habitantes da Terra na primeira visita. 